# Saint-Aubin-sur-Loire
Saint-Aubin-sur-Loire è un comune francese di 317 abitanti situato nel dipartimento della Saona e Loira nella regione della Borgogna-Franca Contea.

## Società

### Evoluzione demografica
Abitanti censiti